# Finnberget

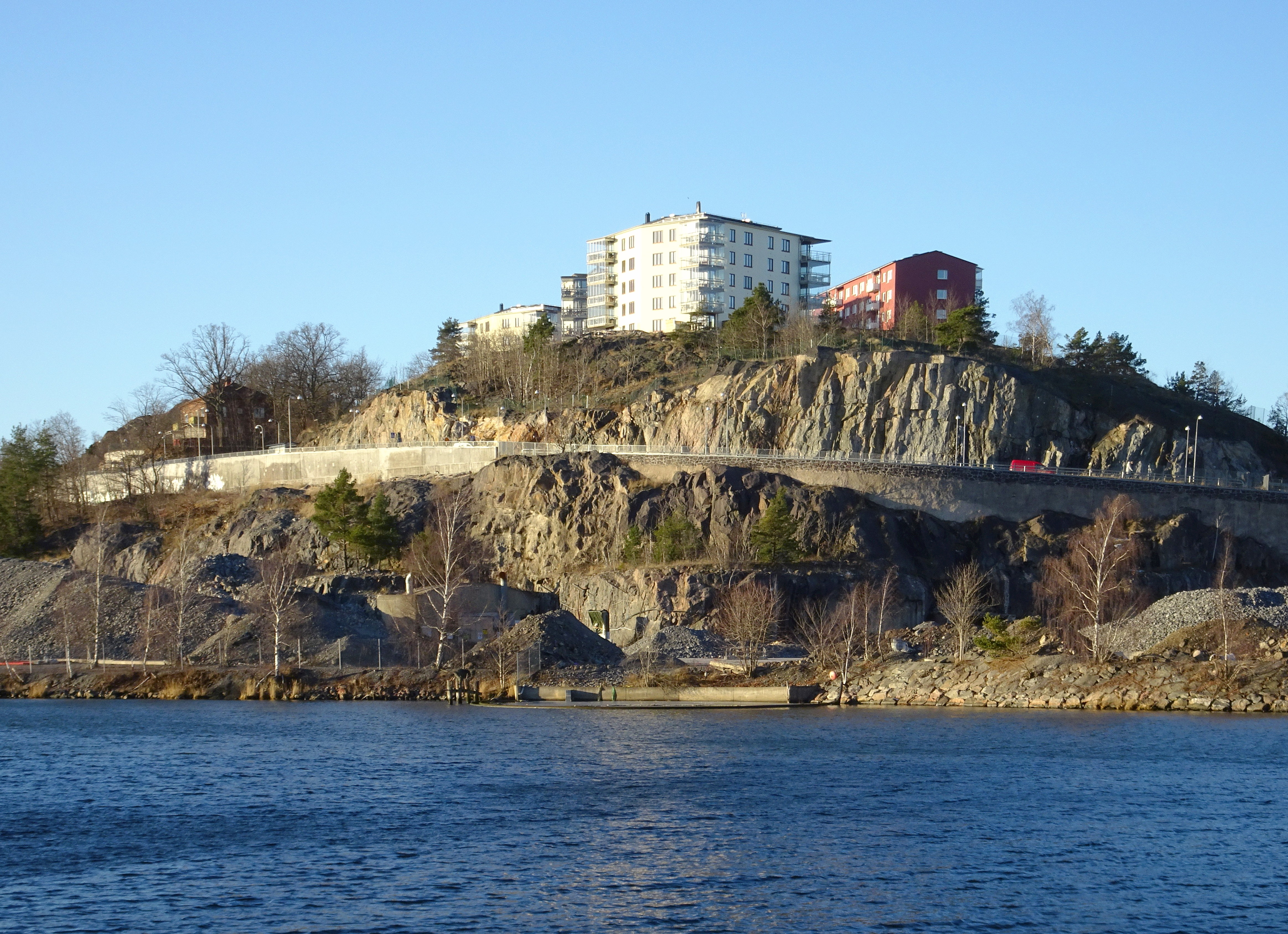
Finnberget och Kvarnholmsvägen sett från Svindersviken, 2022.

Finnberget (äldre beteckning Östra Platsen) är ett berg och ett område i kommundelen Sicklaön inom Nacka kommun. Berget begränsas i norr av Saltsjön, i öster av före detta Hästholmssundet, i söder av Kvarnholmsvägen och i väster av före detta Finnboda varv. Högsta höjd är 58 meter över havet. Upp till berget sträcker sig Finnbergsvägen. Området trafikeras av SL-busslinjerna 55, 402 och 469. Västra delen av Finnberget kalls även inofficiellt för Skatberget.

## Historik
Delar av berget bebyggdes i huvudsak 1948–1949 med flerbostadshus avsedda främst för arbetarna vid det närbelägna Finnboda varv. Innan dess var berget obebyggt, bortsett från den så kallade Skatvillan som låg nedanför Finnbergets sydvästra sluttning och arbetarbostäderna för Gäddvikens superfosfatfabrik som än idag ligger nedanför Finnbergets södra sluttning. Skatvillan existerar inte längre, den brann ner någon gång på 1960-talet. Villan var en avlång hyreskasern för åtta arbetarfamiljer, alla arbetare på Finnboda varv. Den här delen av Finnberget kalls även inofficiellt för Skatberget.
Arkitekt för områdets första bebyggelse uppe på berget var bröderna Erik och Tore Ahlsén och Maj Andersson med Olle Engkvist som byggmästare. Arkitekturen är ett gott exempel för efterkrigstidens Folkhemsarkitektur. De första hyresgästerna flyttade in i april 1948 i de 170 lägenheterna. År 1969 såldes personalbostäderna till Kooperativa Förbundet (KF) som ägde ett kafferosteri vid Gäddviken. Där producerades bland annat Cirkelkaffe fram till 1994. Kvar från KF-tiden är även ett tegelhus. På 1940-talet anlades Finnbergets luftvärnsställning på berget.
Under 2003–2004 uppfördes fyra nya bostadshus med ett 70-tal lägenheter av byggbolaget JM under projektnamnet Saltsjöhöjden. Alla fastigheter ägs numera av bostadsrättsföreningarna Finnberget respektive Saltsjöhöjden.

## Exploatering av södra Finnberget
Nacka kommun har planer på att bebygga sydvästra delen av Finnberget med c:a 400 nya bostäder, förskola och affärslokaler i bottenvåning inom detaljplanen södra Finnberget. Därtill ska sydöstra Finnberget exploateras inom detaljplanen Gäddviken som även omfattar Operans och Dramatens tidigare ateljéer samt Hästholmssundet.
I de två detaljplanerna ingår även flytt av Kvarnholmsvägen en nivå mot Svindersviken, rivning av Kvarnholmsbron, sanering av förorenad mark i Gäddviken anläggning av krossverksamhet.
Exploateringen är en del av Nacka kommuns planer på att förtäta Sicklaön genom att bygga 11 300 bostäder och 10 000 arbetsplatser till 2035.

### Bilder, Finnbergets bebyggelse

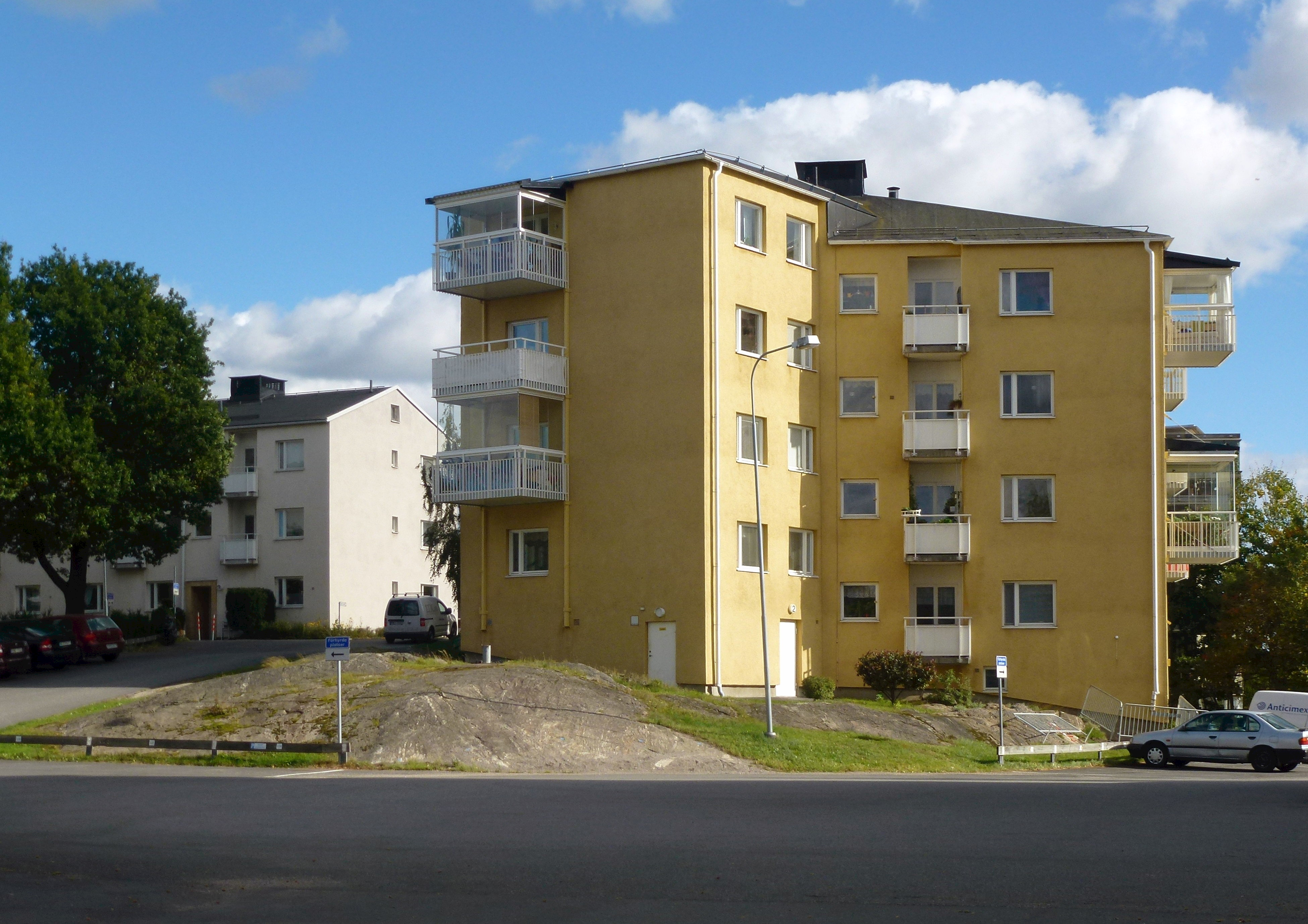
Punkthus från 1940-talet.
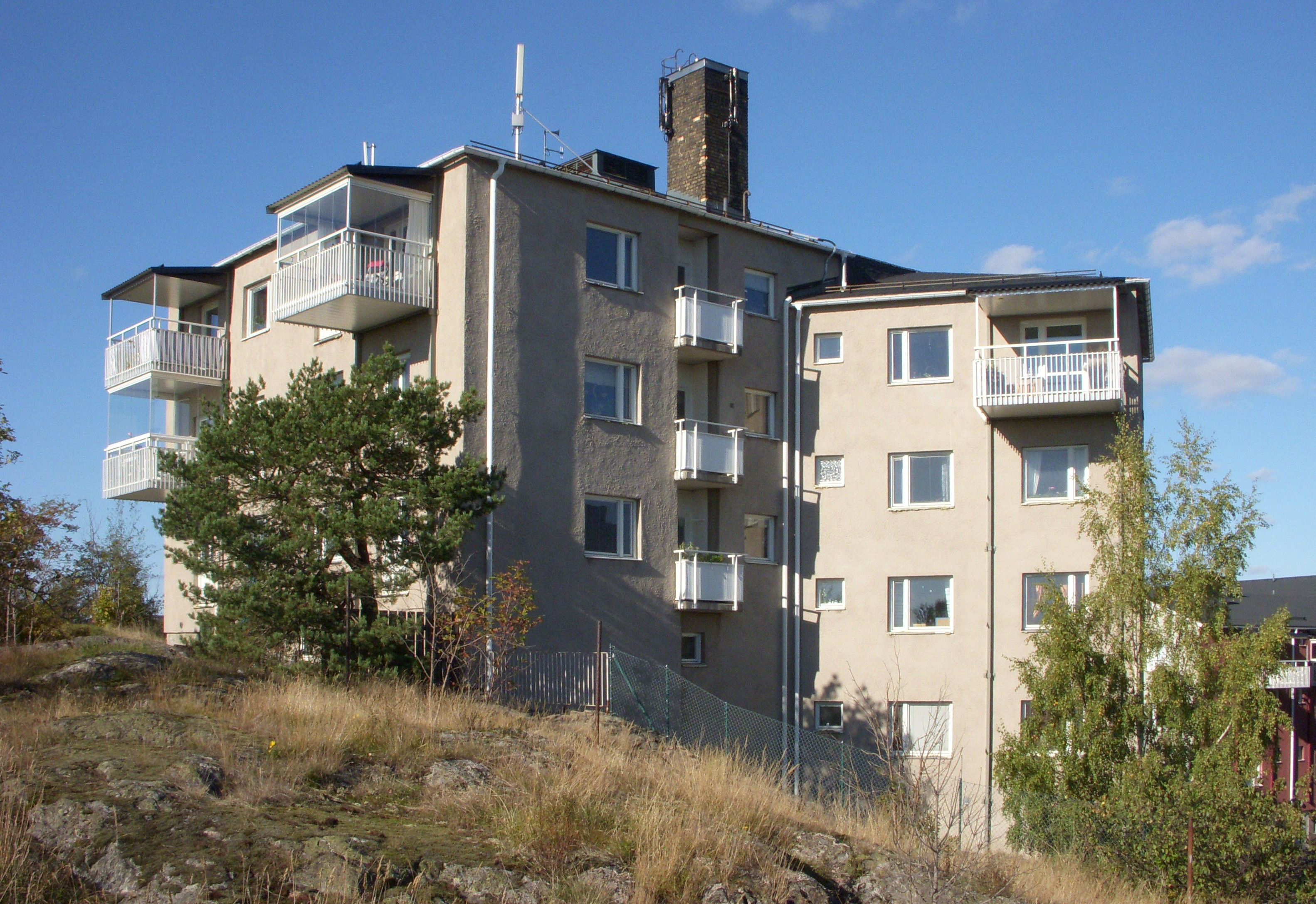
Punkthus från 1940-talet.
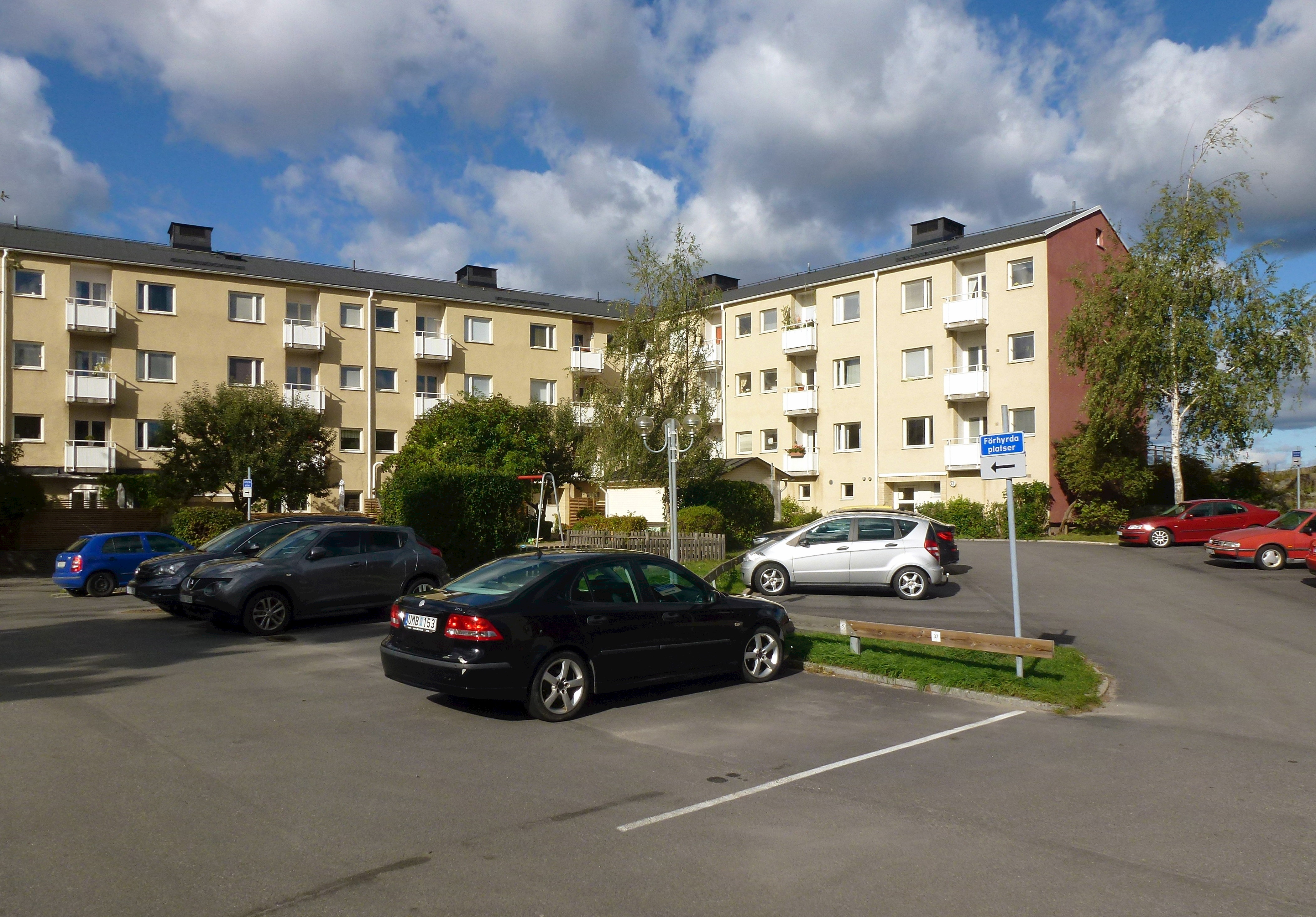
Lamellhus från 1940-talet.
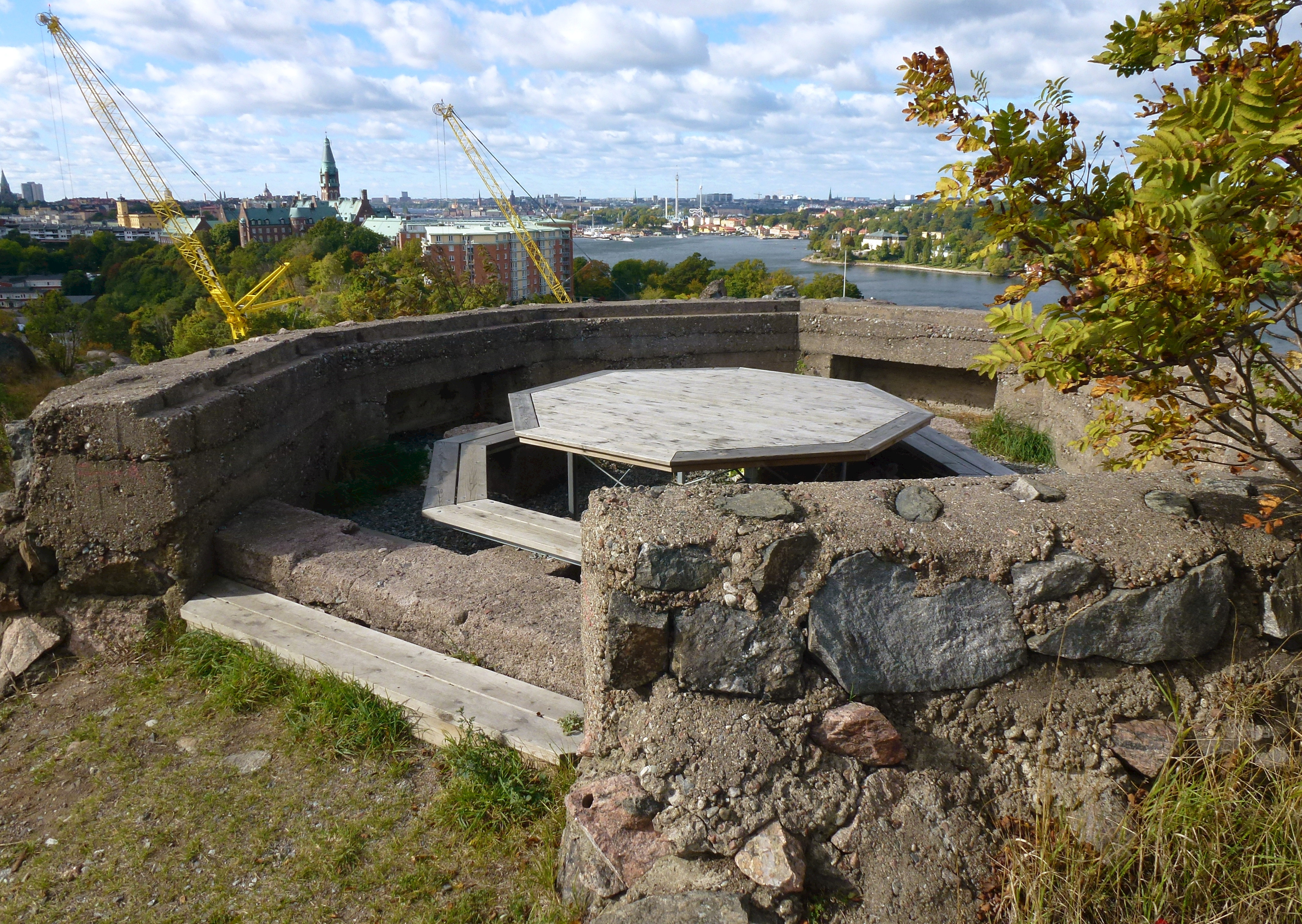
Rester efter Finnbergets luftvärnsställning.

## Tunnlar och bergrum
Genom Finnberget leder den 280 meter långa Finnbergstunneln. I samband med att ny bebyggelse på Kvarnholmen skall uppföras beslutade Nacka kommun att renovera den 280 meter långa tunneln för att göra den både snyggare och säkrare. Tunneln byggdes på 1970-talet på uppdrag av Kooperativa Förbundet, då också en vägbank över Hästholmssundet anlades.
Till höger (öster) om Finnbergstunnelns norra mynning finns ytterligare en tunnelmynning som skyltas "Operan & Dramaten". Den sträcker sig i ett eget tunnelrör öster om Finnbergstunneln i en sväng under Finnberget och ner till Operans och Dramatens verkstäder vid Svindersviken. Tunneln är inte tillgänglig för allmänheten. Den har även en gren till flera bergrum för oljelagring som ligger under Finnberget och började utsprängas redan på 1940-talet. I öst finns ytterligare tre infarter till bergrummen direkt nedanför Finnberget.

### Bilder, Finnbergets tunnlar

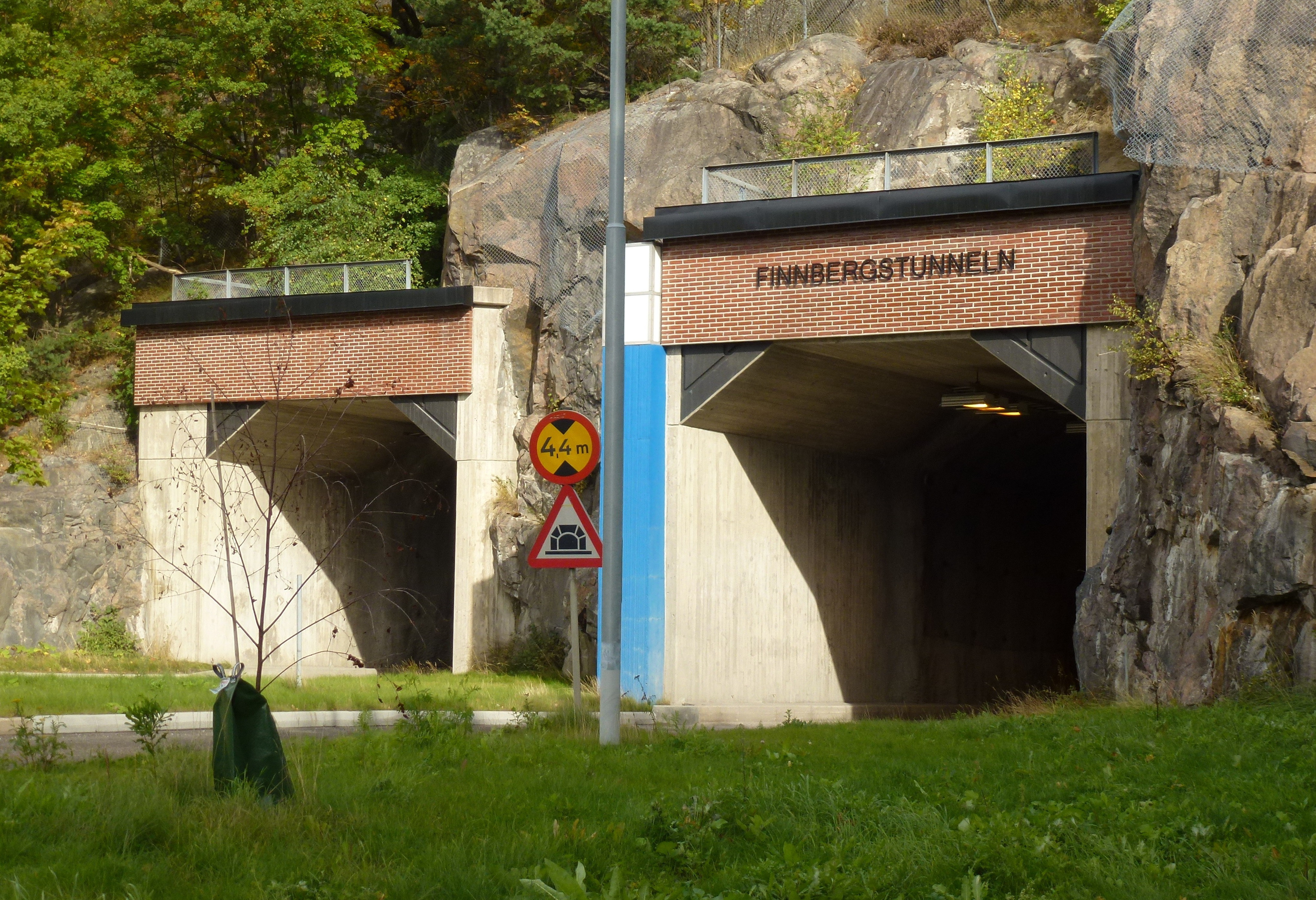
Finnbergstunneln södra mynning.
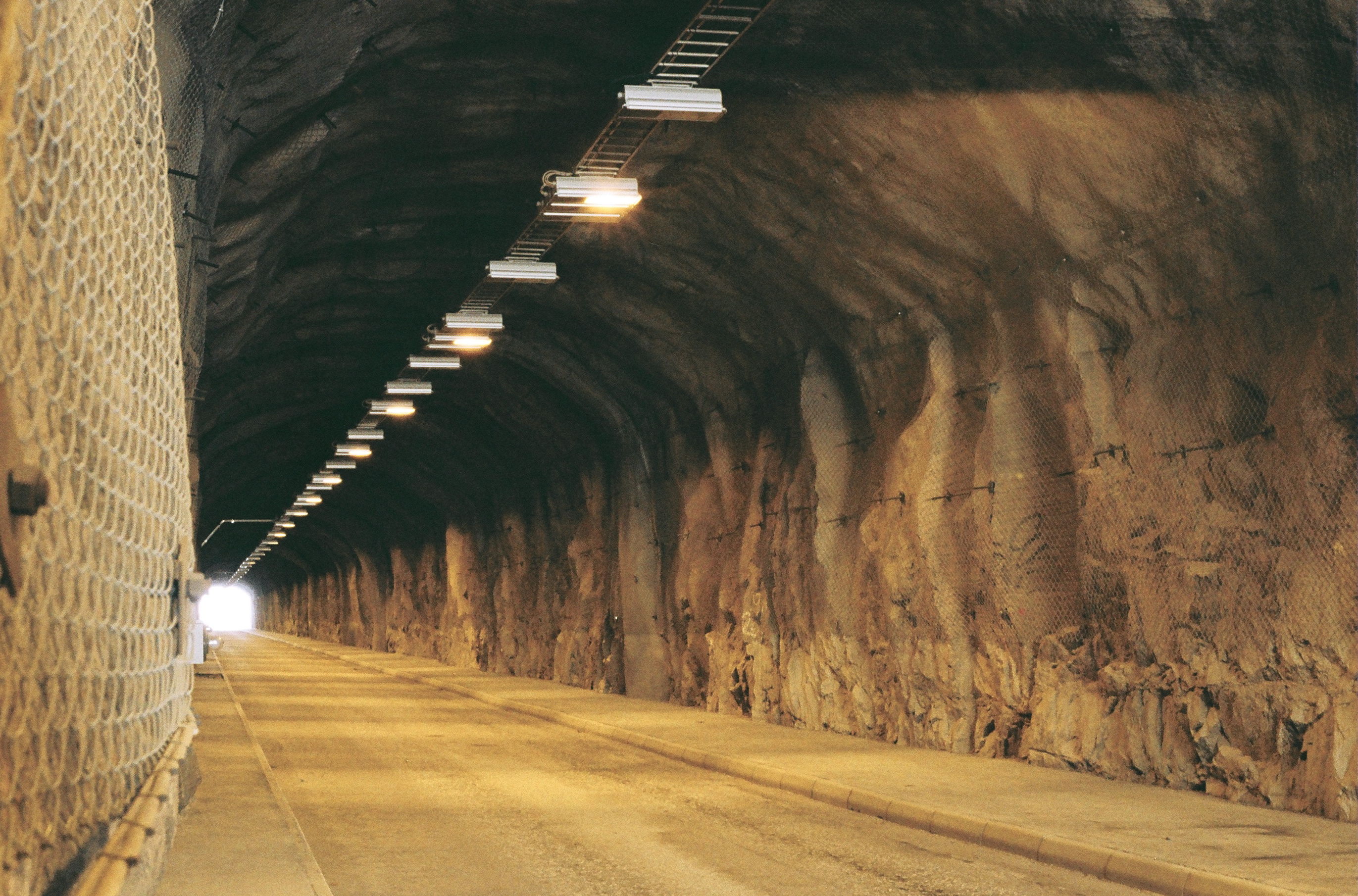
Finnbergstunneln, tunnelröret.
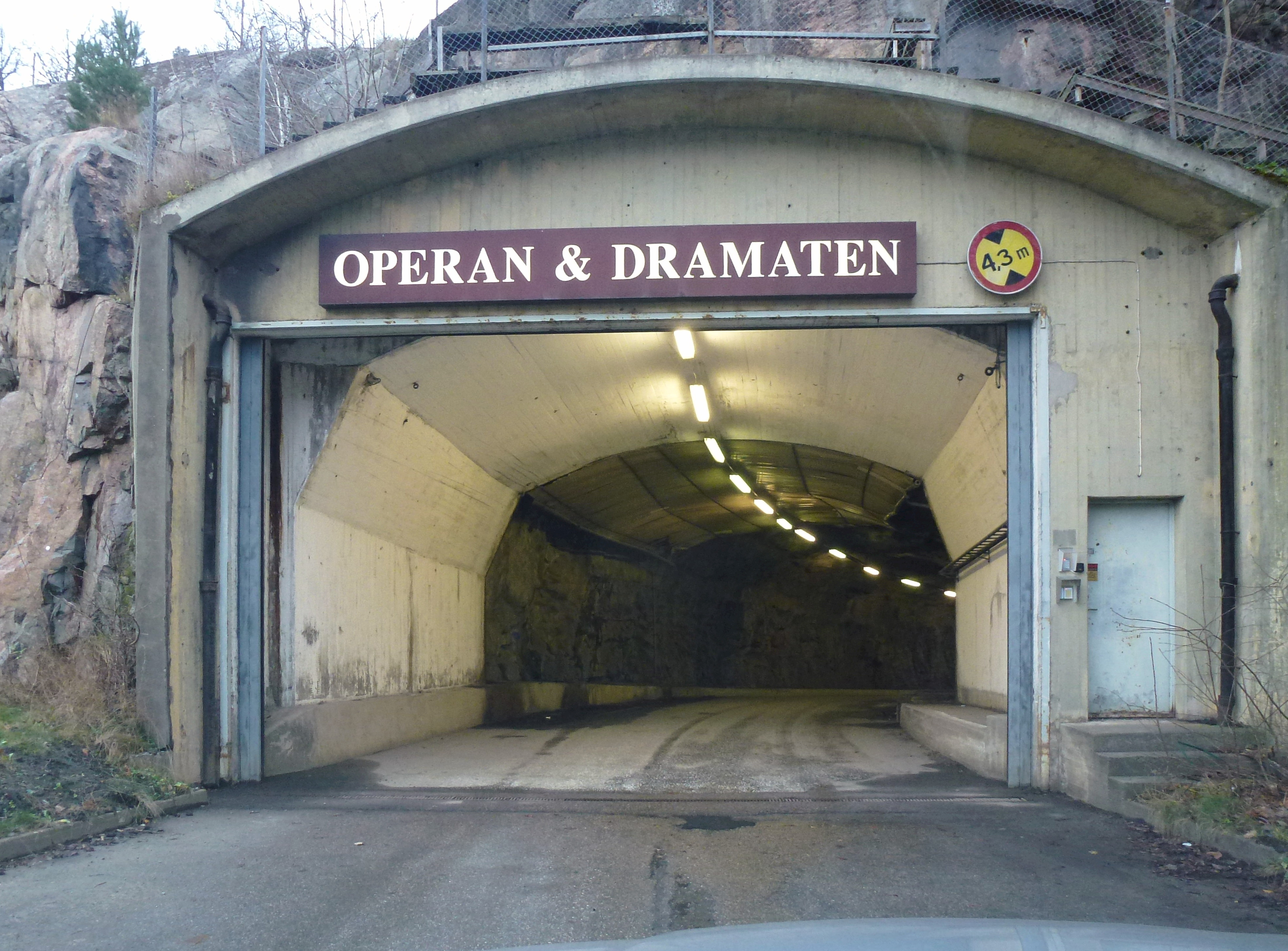
Opera & Dramaten-tunneln södra mynning.
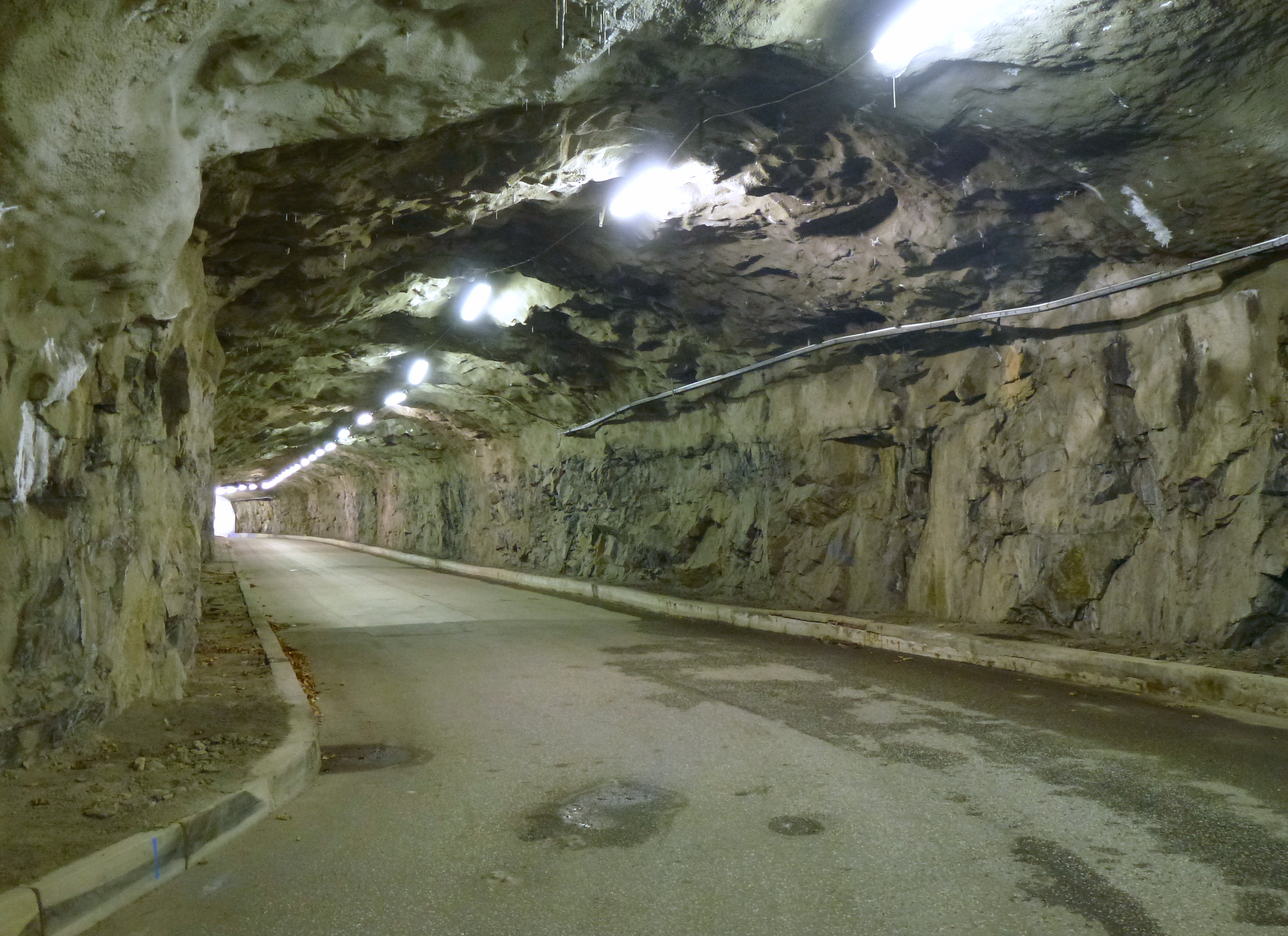
Opera & Dramaten-tunneln, tunnelröret.

## Kända ansikten
Bland personer som har bott på Finnberget finns:
- Gustaf Mandahl, filmare och fotograf
- Stig Åsberg, frimärkesgravör och illustratör
- Marita Iivonen, världsmästare i dragspel
- Alexander Holmberg, författare och ledarskapsexpert
- Birgitta Andrews, tidigare redaktör för Kooperativa Förbundets Vår kokbok